# Nokia 9300
Le Nokia 9300 est un smartphone sous Symbian OS, version S80. Il a été annoncé le 29 novembre 2005. Il est similaire au Nokia 9500 sauf qu'il ne possède pas le Wi-Fi. Il est sorti peu de temps après celui-ci, il est de couleur argentée et est beaucoup plus petit. Il est équipé de 2 écrans et de 2 claviers (dont un azerty). Il se plie en deux sur la largeur.
Sa petitesse est surement une réponse au surnom du 9500 et des autres de la série qui sont appelés "Brique". Premier de la série, il est plus petit que le 9110.

## Variations dans la ligne du 9300

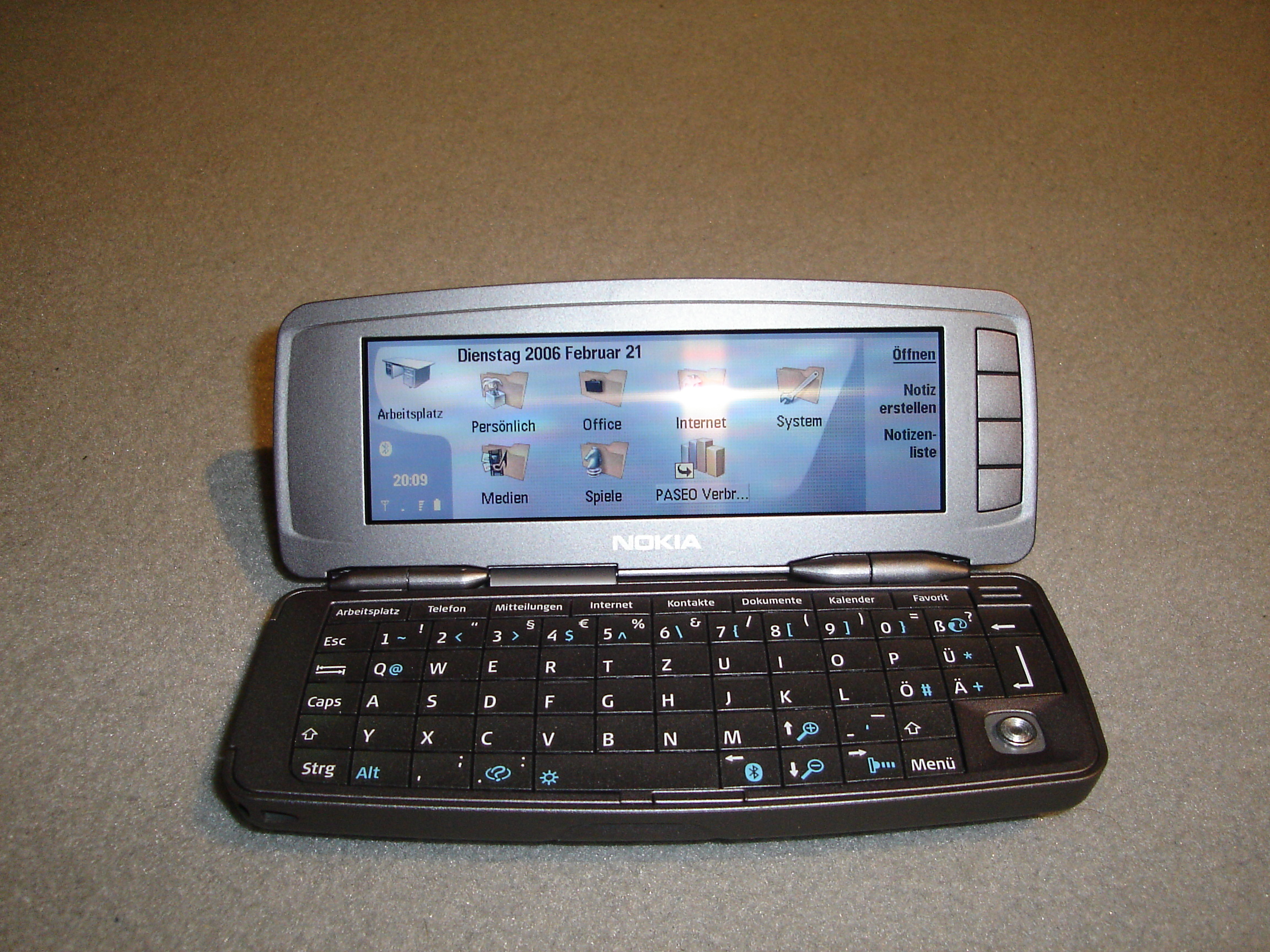
Nokia 9300, smartphone sous Symbian OS, version S80, annoncé le 29 novembre 2005.

Le Nokia 9300i inclut enfin le Wi-Fi sans ajouter d'appareil photo numérique. Il capte les fréquences 900, 1800 et 1 900 MHz.
Toutes les versions du 9300 incluent Bluetooth et Infrarouge, le navigateur web Opera, un client de messagerie qui accepte les boites POP3/IMAP, un client spécial pour les SMS/MMS, et une suite bureautique qui permet de modifier des documents Word, Excel et PowerPoint. L'écran externe qui contient 12 touches dont 10 pour le clavier numérique, ce qui permet d'effectuer des opérations sans ouvrir le clapet.